# Movimiento Republicano Australiano
El Movimiento Republicano Australiano (ARM) es una organización que hace campaña para convertir a Australia en una república independiente, con un jefe de Estado australiano.

## Historia

### Fundación
El ARM fue fundado el 7 de julio de 1991. Su primer presidente fue el novelista Thomas Keneally, con otros miembros fundadores, incluyendo el ex Primer Ministro, Malcolm Turnbull, el excapitán de cricket australiano Ian Chappell, y el director de cine Fred Schepisi. Actualmente es dirigido por el periodista y autor Peter FitzSimons.

### Referéndum de 1999
El Referéndum republicano de Australia de 1999, que se celebró el 6 de noviembre de 1999, fue un referéndum compuesto de dos preguntas para enmendar la Constitución de Australia. Durante algunos años las encuestas de opinión habían sugerido que una mayoría del electorado se pronunciarían a favor de una república. No obstante, el referéndum fracasó debido a una serie de factores, incluyendo la falta de bipartidismo y la división entre los republicanos en el método propuesto para la selección del presidente.

## Directiva
El ARM está tratando de lograr una república a través de un plebiscito nacional basándose en las siguientes preguntas:
1. "Debe Australia tener un jefe de Estado australiano?"
2. "¿Cómo debemos elegir a nuestro jefe de estado?"

El referéndum ofrece la posibilidad de elegir entre adoptar la forma de una república aprobada por plebiscito o seguir siendo una monarquía constitucional.

## Argumentos
El ARM sostiene que Australia debe sustituir a la monarquía para convertirse en una república con un jefe de Estado australiano. Sostiene que los beneficios de este sistema son que un jefe de Estado que puede representar exclusivamente los intereses australianos, un sistema se alinea mejor con las instituciones democráticas, una constitución completamente independiente y un jefe de Estado que puede representar los valores australianos.

## Evolución reciente
El ARM actualmente opera en oficinas en Sídney y Canberra, y tiene sucursales activas en todos los estados y territorios. Una mayoría de parlamentarios en la actualidad apoyan la idea de convertir a Australia en una república. En el año 2017 el Partido Laborista australiano anunció un voto nacional para conseguir la república durante el primer mandato de un futuro gobierno laborista, y nombró a Matt Thistlethwaite "Ministro Asistente para el Jefe de Estado australiano".

## Partidarios
- Dick Smith
- Hugh Jackman
- Hugo Weaving
- Mia Freedman
- Ryan Hoffman
- Paul Hogan
- Paul Kelly
- Sigrid Thornton